# Josefin Palmgren
Josefin Emilia Elisabet Palmgren, född 29 april 1989, är en svensk författare. Hon  debuterade 2010 på Albert Bonniers Förlag med romanen Engångsligg. 
År 2012 kom hon ut med romanen Etikett på Mix förlag samt fyll-i-boken Mina Engångsligg på samma förlag. Hon driver sedan 2010 eventföretaget Middagsaktivitet, har läst till kandidat på psykologprogrammet på Karolinska Institutet och startade 2018 Cribble Craft som är en byggsats man kan skapa en miniatyrbyggnad i egen design med. Med Cribble vill Josefin möjliggöra mer spatial-kognitivt utvecklande lek för flickor, en förmåga där kvinnor på gruppnivå presterar sämre än män.